# Sarepta (Luizjana)
Sarepta – miasto w Stanach Zjednoczonych, w stanie Luizjana, w parafii Webster.